# جون أوبراين (سياسي نيوزلندي)
جون أوبراين (بالإنجليزية: John O'Brien)‏ هو سياسي نيوزلندي، ولد في 1924 في بالميرستون نورث في نيوزيلندا، وتوفي في 12 أكتوبر 1990 في نيلسون في نيوزيلندا. حزبياً، نشط في Social Credit Party (New Zealand) ‏.